# Oriencyrtus liaoi
Oriencyrtus liaoi is een vliesvleugelig insect uit de familie Encyrtidae. De wetenschappelijke naam is voor het eerst geldig gepubliceerd in 2001 door Zhang & Huang.